# Claassenia manchuriana
Claassenia manchuriana és una espècie d'insecte plecòpter pertanyent a la família dels pèrlids que es troba a Àsia: el riu Yalu (la Xina i Corea del Nord).